# Animaná
Animaná é um município da província de Salta, na Argentina.